# Gimnasia pasiva

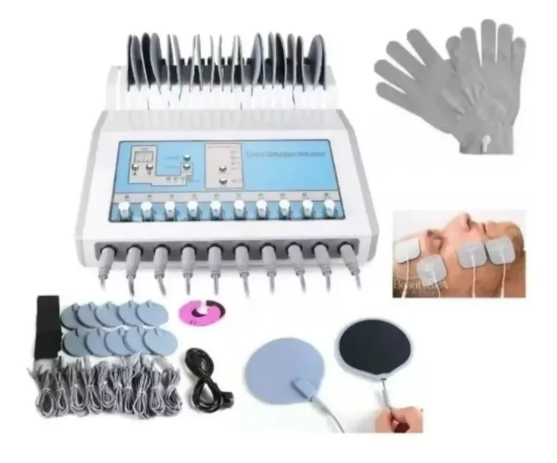
Equipo de gimnasia pasiva

Se trata de una técnica corporal que utiliza aparatos con un sistema de electrodos de bajo voltaje sobre los diferentes grupos musculares (glúteos, piernas, abdomen). Así logra, a través de la estimulación eléctrica, corregir la flacidez, reducir los depósitos grasos y en algunos casos aumentar el tamaño de la zona tratada, como es el caso de los glúteos.
Esta gimnasia pasiva no resulta peligrosa y es recomendada en algunos casos por los médicos.
Esta nueva gimnasia es ideal para quienes no les gusta o en otro caso para quienes no quieren hacer ejercicios como para no, cansarse, sudar o tener agujetas pero en algunos casos las mujeres pueden perder la menstruación. Aunque pueden practicarla personas de todas las edades, está contraindicada para las mujeres embarazadas. Tampoco debe realizarse después de comer, durante la digestión.
Existen unas máquinas que tienen forma de camas y que han sido creadas para ser utilizadas con movimientos programados. Si nos acostamos, por ejemplo, boca arriba sobre una camilla con los pies apoyados en soportes móviles y flexionando las piernas, trabajaremos los músculos sin necesidad de hacer ningún esfuerzo.
Este tipo de máquinas sólo se encuentran en centros de rehabilitación o estética corporal. Suele haber varias, una para cada zona muscular (glúteos, piernas o abdominales), y funcionan mediante programas creados según las características personales de cada individuo.

## ¿Realidad o fraude??
No existe consenso entre los profesionales sobre si la gimnasia pasiva adelgaza o no. Según algunos especialistas en medicina deportiva, esta técnica es buena como método de fisioterapia, pero no permite reducir peso. Para que así fuera, según ellos, habría que estar en la mesa de ejercicio unas cuatro o cinco horas diarias, lo que no es aconsejable para el organismo.
Además, según estos detractores, el ejercicio que hacen los aparatos de gimnasia pasiva estimula el músculo y produce una contracción que lo levanta durante unas cuantas horas, pero después el músculo vuelve a caer.
Sus defensores indican que debe realizarse en tres fases: la primera sirve para adelgazar y en ella es necesario tomar tres sesiones de una hora a la semana. La segunda fase es para endurecer los músculos, y la tercera de mantenimiento. En esta última fase se recomienda tomar únicamente dos sesiones por semana.
Además, los partidarios de la gimnasia pasiva señalan que para asegurar el éxito de esta novedosa técnica es necesario complementarla con hábitos alimenticios adecuados.
- Datos: Q5690510